# Armando Bucciol

Bischofswappen von Armando Bucciol

Armando Bucciol (* 3. Juli 1946 in Motta di Livenza, Provinz Treviso) ist ein italienischer Geistlicher und emeritierter römisch-katholischer Bischof von Livramento de Nossa Senhora.

## Leben
Armando Bucciol empfing am 12. September 1971 das Sakrament der Priesterweihe.
Am 21. Januar 2004 ernannte ihn Papst Johannes Paul II. zum Bischof von Livramento de Nossa Senhora. Der Erzbischof von Mariana, Luciano Pedro Mendes de Almeida SJ, spendete ihm am 17. April desselben Jahres die Bischofsweihe; Mitkonsekratoren waren der Erzbischof von Vitória da Conquista, Geraldo Lyrio Rocha, und der Bischof von Concordia-Pordenone, Ovidio Poletto. Die Amtseinführung erfolgte am 18. April 2004.
Papst Franziskus nahm am 1. Februar 2023 das von Armando Bucciol aus Altersgründen vorgebrachte Rücktrittsgesuch an.